# Nekrolog 3. Quartal 1947
Nekrolog
◄◄
| ◄
| 1943
| 1944
| 1945
| 1946
| 1947 | 1948 | 1949 | 1950 | 1951 | ► | ►►
1. Quartal |
2. Quartal |
3. Quartal |
4. Quartal 1947
Weitere Ereignisse | Allgemeiner Nekrolog 1947
Die Beschreibung der verstorbenen Person sollte so kurz wie möglich gehalten sein und nur deren signifikante Tätigkeit(en) enthalten.
Neue Namen ggf. auch unter dem Geburts- und Sterbedatum, also etwa unter 1. Januar und im Geburts- und Sterbejahr (2024) eintragen (nur bei entsprechender großer Wichtigkeit). Für Beispiele siehe die schon vorhandenen Artikel.
Außerdem über die fünf zuletzt Verstorbenen, zu denen es einen ausreichend guten Artikel für eine Präsentation auf der Hauptseite gibt, nach der todesbedingten Überarbeitung der Artikel ggf. auch unter Wikipedia Diskussion:Hauptseite informieren und sie am besten auch in den anderen Wikipedia-Sprachversionen eintragen. Tipp: Regelmäßig bei news.google.de nach „ist tot“, „gestorben“ oder „verstorben“ suchen.
Wenn eine Person gestorben ist, gibt es viele Seiten zu dieser Person in der Wikipedia, die davon auch betroffen sind und entsprechend aktualisiert werden müssen. Beispiele: Namenübersichtsseite, Geburtsjahr, Geburtsort-Seiten und viele mehr.
Wie finde ich die betroffenen Seiten?
Im Suchfeld auf der linken Seite gibt man den Suchbegriff so ein: „Vorname Nachname“. Dann klickt man auf Volltext und alle Seiten mit entsprechendem Suchtext werden aufgerufen. Hier sieht man dann schnell, wo auch das Todesjahr Sinn macht oder sogar ein Teil des Artikels angepasst werden muss. Auch hilft das „Werkzeug“ auf der linken Seite sehr gut, um solche Seiten aufzufinden: „Links auf diese Seite“. Somit ist die Wikipedia wieder aktuell in allen Bereichen! Hinweis: bei Eintragung der Kategorie „Gestorben JAHR“ wird der Missbrauchsfilter 49 ausgelöst, was jedoch nicht schlimm ist. Siehe: Spezial:Missbrauchsfilter/49
Dies ist eine Liste von im dritten Quartal 1947 verstorbenen bekannten Persönlichkeiten. Die Einträge erfolgen innerhalb der einzelnen Daten alphabetisch sortiert. Tiere sind im Nekrolog für Tiere zu finden.

## Juli
| Tag      | Name                                   | Beruf, bekannt als                                                                                             | Alter | Beleg |
| -------- | -------------------------------------- | --- | ----- | ----- |
| 1. Juli  | Clarence Lucas                         | kanadischer Komponist, Dirigent und Musikpädagoge                                                              | 80    |       |
| 1. Juli  | William Rock Painter                   | US-amerikanischer Politiker                                                                                    | 83    |       |
| 1. Juli  | Willy ter Hell                         | deutscher Maler                                                                                                | 63    |       |
| 2. Juli  | Wilhelm Dieckmann                      | deutscher Politiker (SPD), MdR                                                                                 | 58    |       |
| 2. Juli  | Wilhelm Strecker                       | deutscher Chemiker                                                                                             | 69    |       |
| 2. Juli  | Nikolai Grigorjewitsch Tschebotarjow   | sowjetischer Mathematiker                                                                                      | 53    |       |
| 3. Juli  | Henry J. Althoff                       | römisch-katholischer Geistlicher, Bischof von Belleville                                                       | 73    |       |
| 3. Juli  | Hans Imfeld                            | französischer Kolonialoffizier                                                                                 | 45    |       |
| 3. Juli  | Albert Kost                            | deutscher Politiker (NSDAP), MdR                                                                               | 50    |       |
| 4. Juli  | Bernard Clouet                         | französischer Automobilrennfahrer                                                                              | 52    |       |
| 4. Juli  | Ludwig Nüdling                         | deutscher Geistlicher und Heimatdichter                                                                        | 73    |       |
| 5. Juli  | Josef Wenter                           | Südtiroler Dramatiker und Schriftsteller                                                                       | 66    |       |
| 6. Juli  | Francis Burchell                       | britischer Cricketspieler                                                                                      | 73    |       |
| 7. Juli  | Jane Cobden                            | englisch-britische Politikerin, Autorin und Frauenrechtlerin                                                   | 96    |       |
| 7. Juli  | Maximilian Kaller                      | Bischof von Ermland in Ostpreußen                                                                              | 66    |       |
| 7. Juli  | Alwin Lonke                            | deutscher Historiker                                                                                           | 82    |       |
| 7. Juli  | Luis de Roa y Ursúa                    | chilenischer Priester und Genealoge                                                                            | 72    |       |
| 7. Juli  | Sidney Wagner                          | US-amerikanischer Kameramann                                                                                   | 47    |       |
| 8. Juli  | Paul Clemen                            | deutscher Kunsthistoriker und Denkmalpfleger, erster Provinzialkonservator der Rheinprovinz                    | 80    |       |
| 8. Juli  | John Eric Hill                         | US-amerikanischer Mammaloge                                                                                    | 39    |       |
| 8. Juli  | Erich Lochner                          | deutscher Automobilrennfahrer, Sportflieger und Flugzeugkonstrukteur                                           | 68    |       |
| 8. Juli  | Frank C. Millspaugh                    | US-amerikanischer Politiker                                                                                    | 75    |       |
| 8. Juli  | Josef Stemberger                       | österreichischer Politiker (ÖVP), Abgeordneter zum Nationalrat                                                 | 57    |       |
| 9. Juli  | Otto Ampferer                          | österreichischer Alpinist und Geologe                                                                          | 71    |       |
| 9. Juli  | Franz Jan Bartels                      | deutscher Maler und Grafiker                                                                                   | 52    |       |
| 9. Juli  | J. Warren Kerrigan                     | US-amerikanischer Stummfilmschauspieler                                                                        | 67    |       |
| 9. Juli  | Julius Köhler                          | deutscher evangelisch-lutherischer Theologe                                                                    | 77    |       |
| 9. Juli  | Charles Petit-Dutaillis                | französischer Historiker                                                                                       | 79    |       |
| 9. Juli  | Willi Remer                            | deutscher Moderner Fünfkämpfer                                                                                 | 38    |       |
| 9. Juli  | Kurt Schmidt                           | deutscher Politiker (SPD), Mitglied der Stadtverordnetenversammlung von Groß-Berlin                            | 34    |       |
| 9. Juli  | Lucjan Żeligowski                      | polnischer General                                                                                             | 81    |       |
| 10. Juli | Dominique Frassati                     | französischer Porträt-, Genre- und Orientmaler und Museumskurator                                              | 51    |       |
| 10. Juli | Erhard Glaser                          | österreichischer Mediziner und Biochemiker                                                                     | 77    |       |
| 10. Juli | Anton Kowalczyk                        | deutscher Missionar; Oblate der Makellosen Jungfrau Maria                                                      | 81    |       |
| 10. Juli | Frieda Thiersch                        | deutsche Kunstbuchbinderin                                                                                     | 58    |       |
| 11. Juli | Joseph Braun                           | deutscher katholischer Theologe                                                                                | 90    |       |
| 11. Juli | Juan José Estrada                      | nicaraguanischer Politiker, Präsident von Nicaragua (1910–1911)                                                | 75    |       |
| 11. Juli | Anton Höpfl                            | österreichischer Politiker (fraktionslos), Mitglied des Bundesrates                                            | 58    |       |
| 11. Juli | Rudolf Spemann                         | deutscher Kalligraph und Schriftdesigner                                                                       | 42    |       |
| 11. Juli | Theresa Thornycroft                    | britische Malerin                                                                                              |       |       |
| 12. Juli | E. B. Jackson                          | US-amerikanischer Politiker                                                                                    | 68    |       |
| 12. Juli | Jimmie Lunceford                       | US-amerikanischer Jazzmusiker                                                                                  | 45    |       |
| 12. Juli | Joseph J. Mansfield                    | US-amerikanischer Politiker                                                                                    | 86    |       |
| 12. Juli | Bertha Ramsauer                        | deutsche Pädagogin                                                                                             | 62    |       |
| 13. Juli | Benoît Bergeon                         | französischer Politiker, Mitglied der Nationalversammlung                                                      | 77    |       |
| 13. Juli | Alfred Bornmüller                      | deutscher Botaniker                                                                                            | 78    |       |
| 13. Juli | Robert Hassell                         | britischer Schwimmer und Wasserballspieler                                                                     | 70    |       |
| 13. Juli | Carl Hoffmann                          | deutscher Kameramann und Regisseur                                                                             | 62    |       |
| 13. Juli | David Samanez Ocampo                   | peruanischer Präsident 1931                                                                                    |       |       |
| 13. Juli | Marcel Varnel                          | französischer Filmregisseur                                                                                    | 54    |       |
| 14. Juli | Ludwig Feuchtwanger                    | deutscher Anwalt und Verleger                                                                                  | 61    |       |
| 14. Juli | Rembert von Münchhausen                | deutscher Verwaltungsbeamter und Rittergutsbesitzer                                                            | 62    |       |
| 14. Juli | Ercole Olgeni                          | italienischer Ruderer                                                                                          | 63    |       |
| 14. Juli | Franz Servaes                          | deutscher Schriftsteller und Kunstkritiker                                                                     | 84    |       |
| 14. Juli | Paul Gerhard Zeidler                   | deutscher Schriftsteller                                                                                       | 67    |       |
| 15. Juli | Viktor Bibl                            | österreichischer Historiker                                                                                    | 76    |       |
| 15. Juli | Archibald Hill Carmichael              | US-amerikanischer Rechtsanwalt und Politiker                                                                   | 83    |       |
| 15. Juli | Walter Donaldson                       | US-amerikanischer Komponist                                                                                    | 54    |       |
| 15. Juli | Walter Dost                            | deutscher Pädagoge und Komponist                                                                               | 72    |       |
| 15. Juli | Gustavo Giovannoni                     | italienischer Architekt                                                                                        | 74    |       |
| 15. Juli | Franz Hirtler                          | deutscher Lehrer und Schriftsteller                                                                            | 62    |       |
| 15. Juli | Brandon Hurst                          | britischer Film- und Theaterschauspieler                                                                       | 80    |       |
| 15. Juli | Gertrud Jungnickel                     | deutsche Porträtmalerin                                                                                        | 77    |       |
| 15. Juli | Henry Kolker                           | US-amerikanischer Schauspieler und Regisseur                                                                   | 76    |       |
| 15. Juli | Hans Langels                           | deutscher Polizist, Polizeipräsident von Düsseldorf                                                            | 68    |       |
| 15. Juli | Julio Lores                            | peruanisch-mexikanischer Fußballspieler                                                                        | 38    |       |
| 16. Juli | Lucy von Barclay de Tolly              | deutsch-baltische Malerin                                                                                      | 60    |       |
| 16. Juli | Julio Castellanos                      | mexikanischer Maler und Grafiker                                                                               | 41    |       |
| 16. Juli | René Kraus                             | österreichischer Schriftsteller und Journalist                                                                 |       |       |
| 16. Juli | Victor Madsen                          | dänischer Geologe und Paläontologe                                                                             | 82    |       |
| 16. Juli | Gustav Martin                          | deutscher Chemiker und Industrieller                                                                           | 85    |       |
| 16. Juli | Ernst Stier                            | deutscher Landwirt und Politiker (DB)                                                                          | 69    |       |
| 17. Juli | Alfred Fitz                            | deutscher Gewerkschafter                                                                                       | 67    |       |
| 17. Juli | Bruno Matthaei                         | deutscher Maler                                                                                                | 77    |       |
| 18. Juli | Ferdinand Barnstein                    | deutscher physiologischer Chemiker                                                                             | 85    |       |
| 18. Juli | Manuel Guerrero                        | chilenischer Fußballspieler                                                                                    | 50    |       |
| 18. Juli | Alfred Semrau                          | deutscher evangelischer Geistlicher und Politiker; Präsident des Volkstags der Freien Stadt Danzig (1926–1928) | 65    |       |
| 18. Juli | Heiti Talvik                           | estnischer Dichter                                                                                             | 42    |       |
| 18. Juli | Evald Tipner                           | estnischer Fußball-, Eishockey- und Bandyspieler                                                               | 41    |       |
| 19. Juli | Aung San                               | birmanischer Nationalheld                                                                                      | 32    |       |
| 19. Juli | Emil Baumecker                         | deutscher evangelisch-lutherischer Pfarrer und Politiker                                                       | 81    |       |
| 19. Juli | Johann Bendel                          | deutscher Heimatforscher                                                                                       | 83    |       |
| 19. Juli | Max Dessoir                            | deutscher Philosoph und Psychologe                                                                             | 80    |       |
| 19. Juli | Walter James Fitzgerald                | US-amerikanischer Geistlicher, Bischof von Fairbanks                                                           | 63    |       |
| 19. Juli | Georg Glatzl                           | deutscher Orgelbauer                                                                                           | 65    |       |
| 19. Juli | Robert Latham Owen                     | US-amerikanischer Politiker der Demokratischen Partei                                                          | 91    |       |
| 19. Juli | Heinrich Reinhardt                     | deutscher Architekt                                                                                            | 78    |       |
| 19. Juli | Paul Sattelmacher                      | deutscher Jurist und Oberlandesgerichtspräsident in Naumburg                                                   | 68    |       |
| 19. Juli | Yuh Woon-hyung                         | südkoreanischer Politiker und Unabhängigkeitsaktivist                                                          | 61    |       |
| 20. Juli | João Ribeiro de Barros                 | brasilianischer Pilot                                                                                          | 47    |       |
| 20. Juli | Alfred Bowerman                        | britischer Cricketspieler                                                                                      | 73    |       |
| 20. Juli | Georg Gimpl                            | österreichischer katholischer Geistlicher und Politiker (CSP), Abgeordneter zum Nationalrat                    | 60    |       |
| 20. Juli | Meinhard von Pfaundler                 | österreichisch-deutscher Kinderarzt                                                                            | 75    |       |
| 20. Juli | Heinrich Zwitzers                      | deutscher Jurist und Politiker (DVP), MdL                                                                      | 74    |       |
| 21. Juli | Josef Bergauer                         | österreichischer Schauspieler, Vortragskünstler und Schriftsteller                                             | 67    |       |
| 21. Juli | Robert Ilse                            | deutscher Radrennfahrer                                                                                        | 36    |       |
| 21. Juli | Arthur Lee, 1. Viscount Lee of Fareham | britischer Offizier und Politiker (Conservative Party)                                                         | 78    |       |
| 21. Juli | Joseph Emmanuel II. Toma               | Patriarch von Babylon der chaldäisch-katholischen Kirche                                                       | 94    |       |
| 21. Juli | Johann Baptist Reus                    | Jesuit und Mystiker                                                                                            | 79    |       |
| 22. Juli | Josef Behrens                          | deutscher Filmtechnikpionier                                                                                   | 56    |       |
| 22. Juli | Reinhard Lüdicke                       | deutscher Archivar                                                                                             | 69    |       |
| 22. Juli | Ralf von Saalfeld                      | deutscher Komponist                                                                                            | 47    |       |
| 23. Juli | Jules Déchin                           | französischer Bildhauer                                                                                        | 77    |       |
| 23. Juli | Fritz Emrich                           | deutscher Politiker (KPD), MdR                                                                                 | 52    |       |
| 23. Juli | Paul Fischer                           | württembergischer Fotograf und Immobilienmakler, sowie Tübinger Gemeinderat                                    | 75    |       |
| 23. Juli | Alexander Trotter                      | englischer Elektrotechniker                                                                                    | 90    |       |
| 24. Juli | Ernest Austin                          | britischer Komponist                                                                                           | 72    |       |
| 24. Juli | Ludwig Münchmeyer                      | deutscher Geistlicher, Politiker (NSDAP), MdR, Reichsredner der NSDAP                                          | 62    |       |
| 24. Juli | Max Vancsa                             | niederösterreichischer Landesarchivar und -historiker                                                          | 80    |       |
| 24. Juli | Karl Wenschow                          | deutscher Bildhauer und Kartograf                                                                              | 62    |       |
| 25. Juli | Ernst Articus                          | deutscher Jurist und Ministerialbeamter                                                                        | 70    |       |
| 25. Juli | Emile Boulan                           | französischer Romanist, der in den Niederlanden wirkte                                                         | 73    |       |
| 25. Juli | Raoul Bumballa                         | österreichischer Journalist und Politiker (ÖVP)                                                                | 51    |       |
| 25. Juli | Alexandre Denéréaz                     | Schweizer Organist und Komponist                                                                               | 71    |       |
| 25. Juli | Peter Klotzbach                        | deutscher Architekt und Fachschullehrer, Vertreter der Heimatschutzarchitektur                                 | 71    |       |
| 25. Juli | Otto Schneider                         | deutscher Politiker (CDU in der SBZ)                                                                           | 45    |       |
| 25. Juli | Kathleen Scott                         | britische Bildhauerin                                                                                          | 69    |       |
| 26. Juli | Wilhelm Lobsien                        | deutscher Schriftsteller                                                                                       | 74    |       |
| 26. Juli | Wilhelm Nichterlein                    | deutscher Konzertpianist, Organist und Kirchenmusikdirektor                                                    | ≈61   |       |
| 26. Juli | Ramiro Ortiz                           | italienischer Romanist, Italianist, Hispanist, Rumänist und Komparatist, der in Italien und in Rumänien wirkte | 68    |       |
| 27. Juli | Walter Achleitner                      | österreichischer Violinist und Komponist                                                                       | 21    |       |
| 27. Juli | Willi Arlt                             | deutscher Fußballspieler                                                                                       | 27    |       |
| 27. Juli | Werner Vogelsang                       | deutscher Politiker (NSDAP), MdR                                                                               | 51    |       |
| 28. Juli | Fritz Grotemeyer                       | deutscher Illustrator, Porträt-, Historien- und Kriegsmaler                                                    | 83    |       |
| 28. Juli | Martin Hemmer                          | katholischer Priester, Päpstlicher Hausprälat, Opfer der Vertreibung                                           | 84    |       |
| 28. Juli | Theodor Niethammer                     | Schweizer Astronom und Geodät                                                                                  | 71    |       |
| 29. Juli | Grantley Goulding                      | britischer Leichtathlet und Teilnehmer der ersten Olympischen Sommerspiele                                     | 73    |       |
| 29. Juli | Jordan Iwanow                          | bulgarischer Literaturhistoriker, Archäologe und Volkskundler (Folklorist)                                     | 75    |       |
| 29. Juli | Thomas John Ley                        | australischer Rechtsanwalt, Politiker, Geschäftsmann und Mörder                                                | 66    |       |
| 29. Juli | Leo Stein                              | US-amerikanischer Kunstkritiker und Kunstsammler                                                               | 75    |       |
| 29. Juli | Meriwether Lewis Walker                | US-amerikanischer Armeeoffizier und Gouverneur der Panamakanalzone                                             | 77    |       |
| 30. Juli | Georg Christmann                       | deutscher Pflanzenbauwissenschaftler                                                                           | 72    |       |
| 30. Juli | Joseph Cook                            | australischer Politiker und Premierminister                                                                    | 86    |       |
| 30. Juli | Oskar Gründler                         | deutscher Lehrer und Politiker (DDP)                                                                           | 70    |       |
| 30. Juli | Kōda Rohan                             | japanischer Schriftsteller                                                                                     | 79    |       |
| 30. Juli | Johann Kögl                            | österreichischer Politiker (SDAP), Landtagsabgeordneter im Burgenland                                          | 73    |       |
| 30. Juli | Fedir Krytschewskyj                    | ukrainischer Maler und Hochschullehrer                                                                         | 68    |       |
| 30. Juli | Anton Muziwakhe Lembede                | südafrikanischer Politiker, erster Präsident der ANC Youth League                                              | 33    |       |
| 30. Juli | Moritz Mayer-Mahr                      | deutscher Pianist und Musikpädagoge                                                                            | 78    |       |
| 30. Juli | William Whitehead Watts                | britischer Geologe                                                                                             | 87    |       |
| 30. Juli | Karl Wyss                              | Schweizer Moderner Fünfkämpfer                                                                                 | 37    |       |
| 31. Juli | Emil Haussmann                         | deutscher SS-Offizier in der Einsatzgruppe D                                                                   | 36    |       |
| 31. Juli | Harry B. Hawes                         | US-amerikanischer Politiker (Demokratische Partei)                                                             | 77    |       |
| 31. Juli | William Foot Mitchell                  | britischer Manager und Politiker (Conservative Party)                                                          | 88    |       |
| 31. Juli | Hamo Ohandschanjan                     | armenischer Ministerpräsident                                                                                  |       |       |
| 31. Juli | Léonce Rosenberg                       | französischer Kunsthändler und Verleger                                                                        | 67    |       |
| 31. Juli | Adriaan Smets                          | niederländischer Geistlicher, römisch-katholischer Erzbischof und Diplomat des Heiligen Stuhls                 | 79    |       |
|          | Léon Robin                             | französischer Philosoph                                                                                        | 81    |       |

## August
| Tag        | Name                                   | Beruf, bekannt als | Alter | Beleg |
| ---------- | -------------------------------------- | --- | ----- | ----- |
| 1. August  | Otto Baer                              | deutscher Unternehmer | 66    |       |
| 1. August  | Bernhard Larsson                       | schwedischer Sportschütze | 67    |       |
| 1. August  | Harald Natvig                          | norwegischer Sportschütze | 75    |       |
| 1. August  | Ehrhardt Post                          | deutscher Schachmeister und -funktionär | 65    |       |
| 2. August  | Tomás Berreta                          | uruguayischer Politiker und Präsident seines Landes                                                                                              | 71    |       |
| 2. August  | Georg Kareski                          | deutscher Bankier und Politiker (Jüdische Volkspartei)                                                                                           | 68    |       |
| 2. August  | Alexander Keighley                     | britischer Amateurfotograf | 86    |       |
| 2. August  | Albert Schüle                          | deutscher Politiker (NSDAP), MdR | 57    |       |
| 3. August  | Oskar Gros                             | deutscher Pharmakologe | 70    |       |
| 3. August  | John Muir                              | schottischer Arzt und Pflanzensammler | 73    |       |
| 3. August  | José Pardo y Barreda                   | peruanischer Politiker, Präsident von Peru (1904–1908 und 1915–1919)                                                                             | 83    |       |
| 4. August  | Henderson M. Jacoway                   | US-amerikanischer Politiker | 76    |       |
| 4. August  | Ludwig Kick                            | deutscher Ingenieur und Stifter | 90    |       |
| 4. August  | Fritz Mielert                          | deutscher Fotograf und Schriftsteller | 68    |       |
| 4. August  | Heinrich Eduard Miesen                 | deutscher Redakteur, Auslandsreporter, christlicher Gegner des Nationalsozialismus, Häftling im KZ Dachau und Verlagsleiter sowie Schriftsteller | 33    |       |
| 5. August  | Josef Aigner                           | österreichischer Politiker (CS), Abgeordneter zum Nationalrat                                                                                    | 63    |       |
| 5. August  | Wladimir Semjonowitsch Golenischtschew | russischer Ägyptologe | 91    |       |
| 5. August  | Hans Sachs                             | deutscher Politiker (DVP, NLLP), MdR | 72    |       |
| 5. August  | Werner Zschiesche                      | deutscher Ruderer | 44    |       |
| 6. August  | Eugène Curien                          | französischer römisch-katholischer Geistlicher und Bischof von La Rochelle                                                                       | 79    |       |
| 6. August  | Paul Giese                             | deutscher Politiker (DNVP), MdR | 72    |       |
| 6. August  | Joseph Kölschbach                      | deutscher Maler des Expressionismus | 55    |       |
| 6. August  | Karl Wiehe                             | deutscher Jurist, Verwaltungsbeamter und Politiker (DNVP), MdL                                                                                   | 65    |       |
| 7. August  | Baba Masao                             | japanischer General und Kriegsverbrecher | 55    |       |
| 7. August  | Gerhart Bollert                        | deutscher Jurist, Kunstsammler und Politiker, MdR                                                                                                | 76    |       |
| 7. August  | Hermine Reuß ältere Linie              | deutsche Prinzessin und die zweite Gemahlin Wilhelms II.                                                                                         | 59    |       |
| 7. August  | Otto Karstädt                          | deutscher Pädagoge | 71    |       |
| 8. August  | Jakob Degen                            | bayerischer Verwaltungsbeamter | 88    |       |
| 8. August  | Otto Gysae                             | deutscher Schriftsteller und Publizist | 70    |       |
| 8. August  | Gerhard Poel                           | deutscher Offizier, zuletzt Generalleutnant | 61    |       |
| 8. August  | Hans Ruch                              | deutscher Fußballspieler | 48    |       |
| 8. August  | Johannes Walburg                       | deutscher römisch-katholischer Geistlicher, Steyler Missionar und Märtyrer                                                                       | 55    |       |
| 9. August  | Serafima Iassonowna Blonskaja          | russische Kunstmalerin und Kunstlehrerin | 76    |       |
| 9. August  | Michael Brink                          | deutscher Publizist und Widerstandskämpfer | 33    |       |
| 9. August  | Hans Frey                              | Schweizer Ingenieur, Generalstabsoffizier und Hochschullehrer                                                                                    | 74    |       |
| 9. August  | Hans von Hammerstein-Equord            | österreichischer Schriftsteller und Politiker | 65    |       |
| 9. August  | James Brooks Jones                     | US-amerikanischer Politiker | 60    |       |
| 9. August  | Kurt Otto                              | deutscher Politiker (NSDAP) | 60    |       |
| 9. August  | Reginald Innes Pocock                  | britischer Zoologe und Arachnologe | 84    |       |
| 9. August  | Camille Walch                          | französischer Offizier und Vorsitzender der IMKK (1924–1927)                                                                                     | 77    |       |
| 10. August | Adolf Ley                              | deutscher Pfarrer und Politiker | 70    |       |
| 10. August | Anton Schall                           | österreichischer Fußballspieler | 40    |       |
| 11. August | Albert J. Anthony                      | deutscher Internist und Hochschullehrer | 45    |       |
| 11. August | Paul Burger                            | deutscher Politiker | 59    |       |
| 11. August | Herbert J. Drane                       | US-amerikanischer Politiker | 84    |       |
| 12. August | Franz Hoß                              | österreichischer Politiker | 80    |       |
| 13. August | George Godfrey                         | US-amerikanischer Boxer im Schwergewicht | 50    |       |
| 13. August | Hans Goebbels                          | deutscher Manager und SA-Oberführer | 52    |       |
| 13. August | Tobias Norlind                         | schwedischer Musikhistoriker, Museumsdirektor und Autor                                                                                          | 68    |       |
| 13. August | Hermann Ubell                          | österreichischer Kunsthistoriker, Schriftsteller, Archäologe und Museumsleiter                                                                   | 71    |       |
| 13. August | Francisco de Paula Vallet y Arnau      | spanischer Jesuit und Ordensgründer | 64    |       |
| 14. August | Julius Dittforth                       | deutscher Gewerkschafter, Stadtrat (SPD) und Reichsbahn-Präsident                                                                                | 56    |       |
| 14. August | Theodor Frølich                        | norwegischer Pädiater, Hochschullehrer und Pionier auf dem Gebiet der Erforschung des Skorbuts                                                   | 76    |       |
| 15. August | Nils Andersson                         | schwedischer Fußballspieler | 60    |       |
| 15. August | Eduard Bick                            | Schweizer Bildhauer, Maler, Zeichner und Grafiker                                                                                                | 64    |       |
| 15. August | Hermann Eris Busse                     | deutscher Heimatschriftsteller und Volkskundler                                                                                                  | 56    |       |
| 15. August | Gustaf Erikson                         | finnischer Großreeder | 74    |       |
| 15. August | John Hamilton                          | US-amerikanischer Jazztrompeter | 36    |       |
| 15. August | Charles Kiefer-Hablitzel               | Mäzen | 75    |       |
| 15. August | Walther Voith                          | deutscher Unternehmer | 73    |       |
| 15. August | Georg August Wagner                    | deutscher Gynäkologe und Geburtshelfer | 73    |       |
| 15. August | Leopold Weinhofer                      | österreichischer Politiker (SDAP), Landtagsabgeordneter                                                                                          | 67    |       |
| 16. August | Elliott Cutler                         | US-amerikanischer Chirurg | 59    |       |
| 16. August | Francis Crossman                       | britischer Offizier der British Army, Generalmajor                                                                                               | 59    |       |
| 16. August | Ramón Font y Farrés                    | spanischer Geistlicher, römisch-katholischer Bischof von Tarija                                                                                  | 73    |       |
| 17. August | George Atcheson Jr.                    | US-amerikanischer Diplomat | 50    |       |
| 17. August | Charles Browne                         | US-amerikanischer Politiker | 71    |       |
| 17. August | Otto Scharf                            | deutscher Fotograf und Turnlehrer | 88    |       |
| 17. August | Eugen von Schweden                     | schwedischer Prinz, jüngster Sohn von König Oskar II.                                                                                            | 82    |       |
| 17. August | Wilhelm Uhde                           | deutscher Kunstsachverständiger, Autor und Galerist                                                                                              | 72    |       |
| 18. August | Anton Iwanowitsch Denikin              | Generalleutnant in der kaiserlich-russischen Armee, Kommandeur der Weißen Armee                                                                  | 74    |       |
| 18. August | Hans von Hößlin                        | deutscher Offizier, zuletzt Generalleutnant im Zweiten Weltkrieg                                                                                 | 66    |       |
| 18. August | Ludwig Kübler                          | deutscher Offizier, zuletzt General der Gebirgstruppe im Zweiten Weltkrieg                                                                       | 57    |       |
| 18. August | Friedrich Rainer                       | österreichischer Politiker (NSDAP), MdR, Gauleiter von Salzburg und Kärnten                                                                      | 43    |       |
| 18. August | Achmet Steinmetz                       | deutscher Architekt | 69    |       |
| 18. August | Josef Vogt                             | deutscher Polizeibeamter und SS-Sturmbannführer                                                                                                  | 50    |       |
| 19. August | Earl Fuller                            | US-amerikanischer Ragtime- und Jazzpianist sowie Bandleader                                                                                      | 62    |       |
| 19. August | Julius R. Haarhaus                     | deutscher Schriftsteller | 80    |       |
| 19. August | Ernst Laqueur                          | niederländisch-deutscher Mediziner und Pharmakologe                                                                                              | 67    |       |
| 19. August | Oskar Moll                             | deutscher Maler | 72    |       |
| 19. August | Terence Thomas Quirke                  | US-amerikanischer Geologe | 61    |       |
| 19. August | Kurt Stage                             | Polizist im Nationalsozialismus | 47    |       |
| 20. August | Franz Cumont                           | belgischer Archäologe, Religionshistoriker, Philologe und Epigraphiker                                                                           | 79    |       |
| 20. August | James Harbord                          | US-amerikanischer Generalleutnant | 81    |       |
| 20. August | Karl Heckmann                          | deutscher Bergmann und Politiker (NLP), MdR | 72    |       |
| 20. August | Adolf Krauß                            | deutscher Ingenieur und VDI-Vorsitzender | 69    |       |
| 20. August | Frederick Lundin                       | US-amerikanischer Politiker | 79    |       |
| 21. August | Theodore G. Bilbo                      | US-amerikanischer Politiker | 69    |       |
| 21. August | Alfred Breuninger                      | deutscher Einzelhandels-Unternehmer | 63    |       |
| 21. August | Ettore Bugatti                         | französischer Automobilfabrikant und Konstrukteur italienischer Herkunft                                                                         | 65    |       |
| 21. August | Alois Cejka                            | deutscher Verwaltungsjurist, Bezirksoberamtmann und Ministerialbeamter                                                                           | 60    |       |
| 21. August | Eugen Coubillier                       | deutscher Fotograf | 73    |       |
| 21. August | Henry Dafel                            | südafrikanischer Sprinter und Mittelstreckenläufer                                                                                               | 58    |       |
| 21. August | Wolfgang Heyda                         | deutscher U-Boot-Kommandant während des Zweiten Weltkriegs                                                                                       | 33    |       |
| 21. August | Werner Oellers                         | deutscher Schriftsteller | 42    |       |
| 22. August | Hans Eicke                             | deutscher Leichtathlet | 62    |       |
| 22. August | Alfei Jürgenson                        | estnischer Fußballspieler | 43    |       |
| 23. August | Roy Chadwick                           | britischer Flugzeugkonstrukteur | 54    |       |
| 23. August | Hans Cornelius                         | deutscher Philosoph, Psychologe und Pädagoge | 83    |       |
| 23. August | Alexander Esway                        | ungarischstämmiger Filmregisseur | 52    |       |
| 23. August | Clive Forster Cooper                   | englischer Paläontologe | 67    |       |
| 23. August | Charles L. Gifford                     | US-amerikanischer Politiker | 76    |       |
| 23. August | Theodor Held                           | deutscher Kaufmann und Politiker (NLP), MdR | 88    |       |
| 24. August | Heinrich Höllein                       | deutscher Künstler | 73    |       |
| 24. August | Friedrich Seemann                      | deutscher Jurist und Nationalsozialist | 41    |       |
| 25. August | Alfred Baum                            | deutscher Politiker (DVP), MdR | 66    |       |
| 25. August | Joachim von der Lieth                  | deutscher Landwirt und Politiker (SPD), MdL | 43    |       |
| 25. August | André Oltramare                        | Schweizer Altphilologe und Politiker (SP) | 63    |       |
| 25. August | Anna Marie Valentien                   | US-amerikanische Bildhauerin, Keramikerin, Malerin und Kunstpädagogin                                                                            | 85    |       |
| 25. August | Clark Wissler                          | amerikanischer Anthropologe, Psychologe und Museumsethnologe                                                                                     | 76    |       |
| 26. August | Anne Ehscheidt                         | deutsche Wasserspringerin | 29    |       |
| 26. August | Franz Haymann                          | deutscher Rechtswissenschaftler | 73    |       |
| 27. August | Johanna Ey                             | deutsche Galeristin und Förderin moderner Malerei                                                                                                | 83    |       |
| 27. August | Stefan Majtenyi                        | österreichischer Politiker, Landtagsabgeordneter                                                                                                 | 62    |       |
| 28. August | Adolf Bachofen von Echt                | österreichischer Industrieller und Privatgelehrter                                                                                               | 83    |       |
| 28. August | Carl Rühlemann                         | deutscher Lehrer und Historiker | 83    |       |
| 28. August | Raymond S. Springer                    | US-amerikanischer Politiker | 65    |       |
| 29. August | Harold W. Bell                         | US-amerikanischer Numismatiker und Sherlock-Holmes-Sammler                                                                                       | 61    |       |
| 29. August | Lillian Blauvelt                       | US-amerikanische Opernsängerin | 73    |       |
| 29. August | Alfred Hamann                          | deutscher Politiker (KPD), MdR | 64    |       |
| 29. August | Manolete                               | spanischer Stierkämpfer | 30    |       |
| 29. August | Nakamura Kōtarō                        | japanischer General | 66    |       |
| 29. August | Friedrich Niethammer                   | deutscher Maschinenbauingenieur | 73    |       |
| 30. August | Per-Olof Arvidsson                     | schwedischer Sportschütze | 82    |       |
| 30. August | Carroll L. Beedy                       | US-amerikanischer Politiker | 67    |       |
| 31. August | Carl Benscheidt                        | deutscher Unternehmer | 89    |       |
| 31. August | Son Bonds                              | US-amerikanischer Bluesmusiker | 38    |       |
| 31. August | Wilhelm Knoll                          | deutscher Politiker (Zentrum), MdR | 74    |       |
| 31. August | Max Versé                              | deutscher Pathologe | 70    |       |

## September
| Tag           | Name                                  | Beruf, bekannt als                                                                                            | Alter | Beleg |
| ------------- | ------------------------------------- | --- | ----- | ----- |
| 1. September  | Marius Anton von Attems-Heiligenkreuz | österreichischer Statthalter von Dalmatien                                                                    | 85    |       |
| 1. September  | Walo Bertschinger                     | Schweizer Unternehmer                                                                                         | 71    |       |
| 1. September  | Hans Kahle                            | deutscher Interbrigadist, KPD-Funktionär, SED-Funktionär, Journalist und Chef der Volkspolizei in Mecklenburg | 48    |       |
| 1. September  | Sinaida Grigorjewna Morosowa          | russische Salonnière und Wohltäterin                                                                          |       |       |
| 2. September  | Helmuth Johnsen                       | deutscher evangelischer Bischof                                                                               | 55    |       |
| 2. September  | Erich Kleinhempel                     | deutscher Architekt, Designer und Maler                                                                       | 73    |       |
| 2. September  | Ulrich Lampert                        | Schweizer Rechtswissenschaftler                                                                               | 81    |       |
| 2. September  | Hulda von Levetzow                    | deutsche Autorin                                                                                              | 84    |       |
| 2. September  | Bill G. Lowrey                        | US-amerikanischer Politiker                                                                                   | 85    |       |
| 3. September  | Ronald MacDonald                      | kanadischer Marathonläufer                                                                                    | 73    |       |
| 4. September  | Frank Ellsworth Doremus               | US-amerikanischer Politiker                                                                                   | 82    |       |
| 4. September  | Arthur Johns                          | US-amerikanischer Tontechniker beim Film                                                                      | 57    |       |
| 5. September  | Waldemar Geyer                        | deutscher Politiker (NSDAP), MdR und Polizeipräsident                                                         | 65    |       |
| 5. September  | Hans Lorenz-Meyer                     | deutscher Bauingenieur                                                                                        | 86    |       |
| 5. September  | Georg Petschek                        | österreichischer Rechtswissenschaftler                                                                        | 75    |       |
| 5. September  | Max Pfeiffer                          | russisch-deutscher Filmproduzent                                                                              | 66    |       |
| 6. September  | August Bartelt                        | deutscher Lehrer, Schulleiter, Organist und Heimatforscher der Stadt Ueckermünde                              | 84    |       |
| 6. September  | Peter von Gebhardt                    | deutscher Genealoge und Archivar                                                                              | 59    |       |
| 6. September  | Paul Guthnick                         | deutscher Astronom                                                                                            | 68    |       |
| 6. September  | Louis Anton von Horst                 | deutscher Kaufmann, Erfinder und Spion im Ersten Weltkrieg                                                    | 81    |       |
| 6. September  | Hugo Rasch                            | deutscher Musikkritiker, Komponist und Gesangspädagoge                                                        | 74    |       |
| 7. September  | Michele Cipolla                       | italienischer Mathematiker                                                                                    | 66    |       |
| 7. September  | Albert Heuwieser                      | deutscher Richter in Bayern                                                                                   | 74    |       |
| 8. September  | Robert A. Dietrich                    | deutscher Filmarchitekt                                                                                       | 58    |       |
| 8. September  | Kurt Eberhard                         | deutscher Offizier, zuletzt Generalmajor im Zweiten Weltkrieg, SS-Führer                                      | 72    |       |
| 8. September  | Victor Horta                          | belgischer Jugendstil-Architekt                                                                               | 86    |       |
| 8. September  | Mary Young Hunter                     | in Neuseeland geborene britisch-amerikanische Malerin und Aquarellistin                                       | 75    |       |
| 8. September  | Kyrillos IX. Moghabghab               | libanesischer Geistlicher, Patriarch von Antiochia                                                            | 91    |       |
| 9. September  | Ananda Kentish Coomaraswamy           | US-amerikanischer Historiker und Philosoph                                                                    | 70    |       |
| 9. September  | Werner von Nitzsch                    | deutscher Ackerbauwissenschaftler und Bodenkundler                                                            | 45    |       |
| 10. September | Adachi Hatazō                         | Generalleutnant der Kaiserlich Japanischen Armee                                                              | 57    |       |
| 10. September | August Winnefeld                      | deutscher Politiker (DVP), MdR                                                                                | 70    |       |
| 11. September | Anatoli Michailowitsch Botschwar      | russischer Metallkundler und Hochschullehrer                                                                  | 77    |       |
| 11. September | Robert Lee Bullard                    | US-amerikanischer Generalleutnant                                                                             | 86    |       |
| 11. September | Antonio Cotichini                     | italienischer Turner                                                                                          | 57    |       |
| 11. September | Alice Keppel                          | Mätresse von König Eduard VII. von Großbritannien                                                             | 77    |       |
| 11. September | Rodolfo Muller                        | italienisch-französischer Radsportler                                                                         | 71    |       |
| 11. September | Fritz Siedenberg                      | deutscher Politiker (DP, NLP), MdL                                                                            | 47    |       |
| 12. September | Ruth Eweler                           | deutsche Schauspielerin                                                                                       | 31    |       |
| 12. September | Johann Heitzinger                     | österreichischer Politiker (CS), Landtagsabgeordneter, Abgeordneter zum Nationalrat                           | 68    |       |
| 12. September | Max Oppenheim                         | deutscher Chasan, Rabbinerassistent und der letzte Lehrer an der jüdischen Schule in Düren                    | 71    |       |
| 12. September | Harry Rowe Shelley                    | US-amerikanischer Organist, Komponist und Musikpädagoge                                                       | 89    |       |
| 12. September | Karl Steiniger                        | deutscher Jurist, Verwaltungsbeamter und Politiker (DNVP), MdR                                                | 82    |       |
| 13. September | Karl Broermann                        | deutscher Autor                                                                                               | 69    |       |
| 13. September | Marguerite Hasselmans                 | französische Pianistin                                                                                        | 71    |       |
| 13. September | Gustav Adolf Platz                    | deutscher Architekt                                                                                           | 65    |       |
| 13. September | Albert Sirk                           | österreich-ungarischer, jugoslawischer Maler, Grafiker und Illustrator                                        | 60    |       |
| 14. September | Ida Craft                             | US-amerikanische Suffragette                                                                                  | 86    |       |
| 14. September | Gustav Däniker                        | Schweizer Generalstabsoffizier                                                                                | 51    |       |
| 14. September | Joseph Eberle                         | deutscher Publizist und Herausgeber                                                                           | 63    |       |
| 14. September | Franz Evers                           | deutscher Buchhändler, dann (seit 1889) Herausgeber der Monatsschrift „Litterarische Blätter“                 | 76    |       |
| 14. September | Nakamura Daizaburō                    | japanischer Maler                                                                                             | 49    |       |
| 14. September | Augustin Wibbelt                      | niederdeutscher Autor und Theologe                                                                            | 84    |       |
| 15. September | Frederick Russell Burnham             | britischer Offizier                                                                                           | 86    |       |
| 15. September | Kurt Felden                           | deutscher Schauspieler bei Bühne und Film und Bühnenregisseur und -leiter                                     | 69    |       |
| 15. September | Annie Maunder                         | britische Astronomin und Mathematikerin                                                                       | 79    |       |
| 15. September | Friedrich Müller                      | deutscher evangelischer Geistlicher                                                                           | 67    |       |
| 15. September | Nancy Riach                           | britische Schwimmerin                                                                                         | 20    |       |
| 16. September | Ernst Dübi                            | schweizerischer Eisenindustrieller                                                                            | 63    |       |
| 18. September | Clifford W. Ashley                    | amerikanischer Seemann, Maler und Verfasser von Sachbüchern                                                   | 65    |       |
| 18. September | Bert Kalmar                           | US-amerikanischer Songwriter                                                                                  | 63    |       |
| 19. September | Rolf Höhne                            | deutscher Geologe und Prähistoriker                                                                           | 38    |       |
| 19. September | Karl Heinrich Rüdiger                 | deutscher Jurist und Landrat                                                                                  | 70    |       |
| 20. September | Barnabas Fink                         | österreichischer Geistlicher und Politiker (CS), Landtagsabgeordneter                                         | 80    |       |
| 20. September | Lucien Jonas                          | französischer Maler, Zeichner und Lithograf                                                                   | 67    |       |
| 20. September | Fiorello LaGuardia                    | US-amerikanischer Politiker                                                                                   | 64    |       |
| 20. September | Edward McCartan                       | amerikanischer Bildhauer                                                                                      | 68    |       |
| 20. September | Jantine Tammes                        | niederländische Botanikerin                                                                                   | 76    |       |
| 20. September | Heinz-Hellmuth von Wühlisch           | deutscher Generalleutnant der Luftwaffe im Zweiten Weltkrieg und verurteilter Kriegsverbrecher                | 54    |       |
| 21. September | Lambert Brockmann                     | deutscher Politiker (Zentrum)                                                                                 | 71    |       |
| 21. September | Harry Carey senior                    | US-amerikanischer Schauspieler, Drehbuchautor und Regisseur                                                   | 69    |       |
| 21. September | Max Döring                            | deutscher Politiker (SPD), Mitglied der Stadtverordnetenversammlung von Groß-Berlin                           | 71    |       |
| 21. September | Max Levy-Suhl                         | deutscher Nervenarzt und Psychoanalytiker                                                                     | 71    |       |
| 21. September | Heinrich August Luyken                | Autor verschiedener Abenteuerromane in Esperanto                                                              | 82    |       |
| 21. September | Ernst Polak                           | österreichischer Literaturagent                                                                               | 61    |       |
| 21. September | Richard Seidel                        | österreichischer Politiker (SdP), Abgeordneter zum Nationalrat                                                | 75    |       |
| 22. September | William Seaman Bainbridge             | US-amerikanischer Chirurg und Gynäkologe, Militärarzt und ICMM-Mitbegründer                                   | 77    |       |
| 22. September | Richard Fuchs                         | deutscher Architekt und Komponist                                                                             | 60    |       |
| 22. September | Max Lange                             | deutscher Bildhauer des Jugendstils, spätimpressionistischer Maler und Radierer                               | 79    |       |
| 22. September | Josef Ninaus                          | österreichischer Politiker (SPÖ), Abgeordneter zum Nationalrat                                                | 68    |       |
| 23. September | Nikola Petkow                         | bulgarischer Politiker                                                                                        | 54    |       |
| 23. September | Adolf Pilz                            | österreichischer Rechtswissenschaftler, Richter und Politiker                                                 | 70    |       |
| 23. September | Johannes Rode                         | deutscher Polizist und Lagerkommandant im KZ und Polizeigefängnis Fuhlsbüttel sowie dem AEL Langer Morgen     | 58    |       |
| 24. September | Hans Richard Heinmann                 | deutscher Maler und Graphiker                                                                                 | 72    |       |
| 24. September | Andrew C. McLaughlin                  | US-amerikanischer Historiker                                                                                  | 86    |       |
| 25. September | Joseph H. August                      | US-amerikanischer Kameramann                                                                                  | 57    |       |
| 25. September | Fritz Theodor Kuhnen                  | deutscher Politiker (Zentrum), MdR                                                                            | 68    |       |
| 26. September | Karl Hayessen                         | deutscher Verwaltungsbeamter                                                                                  |       |       |
| 26. September | Olga Knudsen                          | dänische Frauenrechtlerin und Politikerin                                                                     | 82    |       |
| 26. September | Hugh Lofting                          | englischer Schriftsteller                                                                                     | 61    |       |
| 26. September | Otto Paschen                          | Dompropst in Köln                                                                                             | 74    |       |
| 26. September | Eugen Rümelin                         | deutscher Diplomat                                                                                            | 66    |       |
| 26. September | Anton Zumtobel                        | österreichischer Politiker (GDVP); Landtagsabgeordneter zum Vorarlberger Landtag                              | 71    |       |
| 27. September | Maurice Asselin                       | französischer Landschafts-, Stillleben- und Aktmaler sowie Radierer, Lithograf und Aquarellist                | 65    |       |
| 27. September | Luigi Barlassina                      | Patriarch von Jerusalem                                                                                       | 75    |       |
| 27. September | Jan Malypetr                          | tschechischer Politiker, tschechoslowakischer Ministerpräsident (1932–1935)                                   | 73    |       |
| 27. September | Karl Wenzel                           | deutscher Kirchenmaler                                                                                        | 60    |       |
| 27. September | Friedrich Karl von Witzleben          | deutscher Generalleutnant, Ministerialrat und Direktor des Hauptversorgungsamtes Berlin                       | 83    |       |
| 28. September | Edvīns Bārda                          | lettischer Fußballnationalspieler                                                                             | 47    |       |
| 28. September | William B. Davidson                   | US-amerikanischer Schauspieler                                                                                | 59    |       |
| 28. September | Oscar Grégoire                        | belgischer Wasserballspieler und Schwimmer                                                                    | 70    |       |
| 28. September | Elsa von Gutmann                      | durch Heirat Fürstin von Liechtenstein                                                                        | 72    |       |
| 28. September | Hans Georg von Mackensen              | deutscher Staatssekretär und Botschafter                                                                      | 64    |       |
| 28. September | Clarence D. Van Duzer                 | US-amerikanischer Politiker                                                                                   | 83    |       |
| 29. September | Boris Alexejewitsch Fedtschenko       | russischer Botaniker                                                                                          | 74    |       |
| 29. September | Jan Hambourg                          | kanadischer Geiger                                                                                            | 65    |       |
| 29. September | William Hedgcock                      | US-amerikanischer Tontechniker und Spezialeffektekünstler                                                     | 64    |       |
| 29. September | Martin Lipsmeier                      | deutscher Bildhauer                                                                                           | 48    |       |
| 29. September | Johannes Schubert                     | deutscher Mathematiker, Physiker und Meteorologe                                                              | 88    |       |
| 30. September | Johann Flierl                         | deutscher Missionar                                                                                           | 89    |       |
| 30. September | George Harcourt                       | schottisch-britischer Maler                                                                                   | 78    |       |
|               | Li Fuji                               | chinesischer Physiker                                                                                         | 61    |       |